# مورا، کوردیلرا
مورا (به اسپانیایی: Mora) یک منطقهٔ مسکونی در بولیوی است که در استان کوردیلرا (بولیوی) واقع شده‌است.